# حكومة موريتانيا
حكومة موريتانيا الحالية، يقودها الوزير الأول االمختار ولد اجاي .

## حكومة موريتانيا (2019)
تتكون حكومة موريتانيا من الوزارات التالية:
| اسم الوزارة                                                                           | الوزير                          |
| ------------------------------------------------------------------------------------- | ------------------------------- |
| الوزير الأول                                                                          | إسماعيل ولد بده ولد الشيخ سيديا |
| الوزير الأمين العام لرئاسة الجمهورية                                                  | محمد سالم ولد البشير            |
| وزيرة مستشارة برئاسة الجمهورية                                                        | الدكتورة كمبابة                 |
| الوزير الأمين العام للحكومة                                                           | نيانغ جبريل حمادي               |
| وزارة العدل                                                                           | حيمود رمظان                     |
| وزارة الشؤون الخارجية والتعاون والموريتانيين بالخارج                                  | إسماعيل ولد الشيخ أحمد          |
| وزارة الدفاع الوطني                                                                   | حننه ولد سيدي                   |
| وزارة الداخلية واللامركزية                                                            | محمد سالم ولد مرزوك             |
| وزارة الاقتصاد والصناعة                                                               | عبد العزيز ولد الداهي           |
| وزارة المالية                                                                         | محمد الامين ولد الذهبي          |
| وزارة الشؤون الإسلامية والتعليم الأصلي                                                | الداه سيدي أعمر طالب            |
| وزارة التعليم الأساسي وإصلاح التهذيب الوطني                                           | آدما بوكار سوكو                 |
| وزارة التعليم الثانوي والتكوين التقني والمهني                                         | محمد ماء العينين ولد أييه       |
| وزير التعليم العالي والبحث العلمي وتقنيات الاتصال والاعلام الناطق الرسمي باسم الحكومة | الدكتور سيدي ولد سالم           |
| وزارة البترول والطاقة والمعادن                                                        | محمد عبد الفتاح                 |
| وزارة الوظيفة العمومية والعمل وعصرنة الإدارة                                          | كامارا سالم محمد                |
| وزارة الصحة                                                                           | محمد نذير حامد                  |
| وزارة الصيد والاقتصاد البحري                                                          | الناني ولد اشروقة               |
| وزارة الإسكان والعمران والإستصلاح الترابي                                             | خديجه الشيخ بوكه                |
| وزارة التجارة والسياحة                                                                | سيد أحمد ولد محمد               |
| وزارة التجهيز والنقل                                                                  | محمدو أحمدو أمحيميد             |
| وزارة التنمية الريفية                                                                 | أدي ولد الزين                   |
| وزارة المياه والصرف الصحي                                                             | الناها بنت حمدي ولد مكناس       |
| وزارة الثقافة والصناعة التقليدية والعلاقات مع البرلمان                                | سيدي محمد ولد الغابر            |
| وزارة التشغيل والشباب والرياضة                                                        | الطالب ولد سيد أحمد             |
| وزارة الشؤون الإجتماعية والطفولة والأسرة                                              | ننه أمو دفا كان                 |
| وزارة البيئة والتنمية المستدامة                                                       | مريم بكاي                       |

## مناصب أخرى
| إسم المنصب                                                                     |                               |
| ------------------------------------------------------------------------------ | ----------------------------- |
| وزير منتدب لدى وزير الاقتصاد والصناعة مكلفا بترقية الاستثمار والتنمية الصناعية | احبيب ولد حام                 |
| المندوب العام للتضامن الوطني ومكافحة الاقصاء                                   | محمد محمود ولد بوعسرية        |
| محافظ البنك المركزي                                                            | الشيخ الكبير ولد مولاي الطاهر |
| مفوض الأمن الغذائي                                                             | حمدي ولد محجوب                |
| مفوض حقوق الإنسان والعمل الإنساني والعلاقات مع المجتمع المدني                  | حسنه ولد بوخريص               |

## تعديل 2020
في يناير 2020، أعلنت رئاسة الجمهورية عن تبادل المناصب بين محافظ البنك المركزي، وبين وزير الاقتصاد والصناعة، حيث تم تعيين المحافظ عبد العزيز ولد الداهي في منصب الوزير، وتعيين الوزير الشيخ الكبير ولد مولاي الطاهر في منصب محافظ البنك المركزي.